# Aguri Suzuki F-1 Super Driving
Aguri Suzuki F-1 Super Driving lanzado como Redline F-1 Racer en Norteamérica, es un videojuego de simulador de carreras de Fórmula 1 para Super Nintendo Entertainment System y Game Boy. El juego lleva el nombre y está patrocinado por el piloto japonés de Fórmula 1, Aguri Suzuki; su imagen y sus imágenes se conservaron en la versión norteamericana a pesar del cambio de nombre. 
La versión PAL del juego se considera bastante rara.

## Jugabilidad
Se simulan todo tipo de situaciones, desde peligrosas curvas a la derecha hasta gasolina, mientras el jugador intenta ganar los campeonatos mundiales de pilotos y constructores de la FIA. El jugador puede jugar en un modo una sola carrera (carrera de Fórmula Uno que no es de campeonato) o en un modo temporada, en el que el ganador se lleva todo y los perdedores pueden esperar hasta el año siguiente. Este juego está basado en la temporada de Fórmula Uno de 1992. El rol predeterminado del jugador es el de piloto del equipo Footwork Racing (el antiguo equipo de Aguri Suzuki), aunque puede elegir competir con imitaciones de otros cinco equipos, a saber, McLaren, Ferrari, Williams, Benetton y Jordan (los dos últimos utilizan sus diseños de 1991).
Los jugadores tienen la posibilidad de personalizar su vehículo de carreras, transformándolos en el equipo de boxes además del propio piloto. La suspensión, los alas y los frenos, entre otras cosas, se pueden modificar para ganar tiempos de vuelta además de posiciones en la pista. Ganar es casi imposible a menos que el jugador pueda retocar con éxito su vehículo desde el comienzo de la semana de carreras. Incluso el clima puede traicionar al jugador; tener los neumáticos equivocados hará que el auto patine. Aguri Suzuki aparece en el juego como el conductor más experto.
Los gráficos en la versión Super NES/Famicom usan gráficos en modo 7 similares a Super Mario Kart y F-Zero. En este juego, el jugador puede controlar un kart y un coche de Fórmula Uno.

## Recepción
Electronic Games le dio al juego una puntuación del 83%, y Arnie Katz lo calificó como un "simulador profundo de Fórmula Uno".